# Kalinka Wielka
Kalinka Wielka (ukr. Велика Калинка, Wełyka Kałynka) – wieś na Ukrainie w rejonie lwowskim (wcześniej w rejonie gródeckim) należącym do obwodu lwowskiego.